# Тальнівський провулок
Та́льнівський прову́лок — зниклий провулок, що існував у Дарницькому районі міста Києва, місцевість Позняки. Пролягав від Трубізької вулиці до вулиці Зоотехніків.
Прилучалася Тальнівська вулиця, Трубізький провулок.

## Історія
Провулок виник у першій половині XX століття (не пізніше кінця 1930-х років). Назва Тальнівський провулоквживалася з 1950-х років. 
Ліквідований 1977 року в зв'язку з частковим знесення малоповерхової забудови села Позняки та переплануванням місцевості. 